# Sully-André Peyre
Pour les articles homonymes, voir Peyre.
Sully-André Peyre, né le 9 septembre 1890 au Cailar et mort le 13 décembre 1961 à Aigues-Vives dans le Gard, est un poète et homme de lettres provençal qui a écrit en français, en provençal et en anglais. Il a animé pendant près de 40 ans la revue Marsyas.

## Biographie
Fils de Pierre Peyre, qui possédait une maison et des terres à Mouriès et un domaine d'oliviers, de vignes et de céréales au Destet, et d'Emma Soulier, il grandit entre Mouriès et le Destet, où, à mesure qu'il grandissait, il allait de plus en plus se mêler aux ouvriers de son père, laboureurs, bergers, journaliers embauchés pour les travaux de saison. 
Il est surtout élevé par sa grand-mère et sa tante Mélanie, ses parents ne lui inculquant qu'une éducation « négative ». Il a très tôt une passion dévorante pour la lecture qu'il peut commencer à satisfaire chez sa grand-tante qui avait une bibliothèque abondante et recevait régulièrement Les Annales politiques et littéraires.
S.-A. Peyre se lie avec d'autres adolescents de son âge ou à peu près, et particulièrement avec Élie Vianès (Alàri Sivanet), son aîné de deux ans, alors au lycée de Toulon où il faisait des études qu'il devait interrompre en 1907 pour souscrire un engagement dans l'armée, à Avignon. 
S.-A. Peyre, qui avait déjà, en 1904, adressé à Frédéric Mistral, à l'occasion du Prix Nobel de littérature que celui-ci venait de recevoir, un compliment en vers provençaux, commence  à s'intéresser à la poésie et à se mêler au mouvement félibréen.  Celui-ci a alors à sa tête Pierre Devoluy duquel Peyre se réclamera toute sa vie tant par rapport à la suprématie de la « Langue de Mistral » (d'où la notion de droit de chef d’œuvre qu'il défendra dans sa biographie mistralienne parue chez Seghers) que par rapport à la doctrine sociale du Félibrige. 
Avec Élie Vianès et d'autres jeunes, il fait d'abord paraître un bulletin polycopié d'informations locales, L'Écho de Mouriès qui n'eut qu'une existence éphémère, puis, en 1909, un journal mensuel provençal, La Regalido, qui ne dure qu'un an.
En 1909, S.-A. Peyre a dix-neuf ans; il a déjà écrit un certain nombre de poèmes parus dans des publications félibréennes, La Regalido entre autres et L'Armana prouvençau. Presque tous ceux que nous connaissons ont pour thème l'amour. 
C'est alors qu'il rencontre Juliette Roig qui avait été institutrice à Mouriès. Il l'épouse le 26 septembre 1911 à Marseille, au terme de longs démêlés familiaux.
Lorsque la guerre éclate, S.-A. Peyre, que son état de santé avait fait réformer, veut s'engager, une première fois à Nîmes, où il est refusé, une deuxième fois à Montpellier sans plus de succès; en avril 1917, il essaie encore et est pris, à Nîmes, dans le service auxiliaire, puis bientôt renvoyé définitivement chez lui. Il reste donc jusqu'à la fin en marge du conflit, mais en relation constante avec ses amis mobilisés, élaborant avec eux tout un plan d'action pour donner à la Renaissance provençale un élan nouveau.
Il apporte aussi son aide à Joseph Loubet dont La Gazeto était un lien entre les soldats provençaux du front en ajoutant à celle-ci un supplément littéraire et en organisant une bibliothèque circulante dont les livres, collectés gratuitement, passent de main en main dans les tranchées. En 1918, il fonde, avec Élie Vianès, Francis Pouzol et Amédée Gambardella, Lou Secrèt, bulletin mensuel provençal imprimé où l'on discutait principalement de doctrine félibréenne. Dans l'esprit de S.-A. Peyre, ce bulletin préfigurait le journal quotidien provençal d'action populaire dont lui et ses amis rêvèrent longtemps et qui ne put jamais voir le jour.
À la fin de la guerre, il doit se résigner à interrompre la publication du Secrèt, qui n'avait d'ailleurs eu que cinq numéros en quatorze mois; il renonce à l'idée du journal quotidien provençal qu'il avait longtemps caressée et semble abandonner l'action pour se retirer dans ce que d'aucuns appelèrent sa tour d'ivoire.
En 1921 il crée Marsyas, petite revue bilingue dont il assume seul la rédaction et l'administration jusqu'à sa mort, en 1961.
En 1931, S.-A. Peyre et sa femme, plus connue désormais sous le pseudonyme littéraire d'Amy Sylvel quittent Le Cailar pour Aigues-Vives où ils ont acheté et restauré une maison qui devient vite « un foyer de poésie et un sanctuaire de l'esprit mistralien ».
C'est là qu'en 1961 un accident cardiaque l'emporte. Il est enterré au cimetière d'Aigues-Vives.

## L'œuvre

### Poésies en français
Nous ne savons à peu près rien des premiers poèmes français de Peyre, si ce n'est qu'en 1908 il fut candidat sans succès au prix Sully Prudhomme et que le dépit qu'il en eut le fit renoncer pendant assez longtemps à poursuivre dans cette voie. 
Entre les deux guerres, il revient néanmoins à l'expression française.
Il invente un certain nombre de personnages qui sont censés correspondre chacun à un aspect particulier de sa personnalité : Reine Hermengarde, Claire Delune, Irène Grandeherme, Elie Arden Pluris, Ulysse Dampierre et enfin Charles Rafel dont les
papiers contribuèrent grandement, après la dernière guerre, au succès de Marsyas.

### Poésies en langue provençale
Nous connaissons mieux les poèmes provençaux de Peyre dont un bon nombre est publié dans L'Armana prouvençau, dans Prouvènço, dans En Terro d'Arle et dans La Regalido.
Il participe à des concours littéraires félibréens où il obtient souvent des récompenses). En 1908 il a déjà en préparation une demi-douzaine de recueils provençaux. Il est certain que ces années de sa jeunesse furent particulièrement fécondes mais il
détruisit, ou remania, plus tard, beaucoup de poèmes de cette époque; ceux qui furent publiés et que nous retrouvons dans leur version originelle sont, pour la plupart, des pièces qui témoignent surtout d'une facilité prosodique et verbale étonnante. C'est le cas, par exemple, de la chanson "Idilo", publiée en 1909, avec la musique, dans La Regalido, ou, mieux encore, du poème "La Messorgo", en neuf strophes, daté du 22 mai 1908 et reproduit, après avoir été remanié et amputé d'une strophe dans le numéro 102 de Marsyas et dans Choix de Poèmes, le premier recueil de Peyre, édité en 1929.
En 1909, Peyre crée un personnage, "Escriveto", "sorte de Louise Labé dont les élans passionnés fussent restés platoniques, qui devait, pendant un demi-siècle, exprimer une ardeur amoureuse jamais satisfaite et qui était peut-être aussi, au moins au début, une figuration de l'Estérelle, de l'amante idéale qu'il rêvait de rencontrer".
Escriveto n'a pas été le seul ni même le premier pseudonyme derrière lequel Peyre se soit dissimulé; un an plus tôt il avait ajouté à son nom, suivant la coutume félibréenne le qualificatif "felibre di pantai" (félibre des rêves), puis, presque en même temps, il avait signé "Jan de la Vau-Longo", que l'on retrouve encore dans les premiers numéros de Marsyas. Bien plus tard il devait inventer "Jaume et Beaumone Vivarés" et "Jean Sylvestre". Il inventa aussi "Eliò", cet inconnu qui lui ressemblait comme un frère.

### Poésies en anglais
Peyre publie également des poésies en anglais. Selon André Prudhommeaux, ses vers anglais "sont un prodige continuel de musicalité et de secrète éloquence — incroyable de la part d’un homme pour qui l’anglais n’est pas une langue parlée, mais uniquement lue et écrite, et qui rédigea quotidiennement, pour tout exercice de style, la correspondance commerciale de la Source Perrier avec le monde anglo-saxon".

### Marsyas
Peyre crée la revue Marsyas 1921. Pendant assez longtemps, s'il y a dans Marsyas des poèmes et
quelques articles sur la littérature provençale, puis, à la veille de la dernière guerre, en novembre et décembre 1938, les Lettres à Joseph Sol sur le Félibrige, de Louis Bayle, la littérature française y a la plus grande part. 
En 1942, devant une tentative de mainmise sur la revue de la Légion, Peyre en arrête la publication. 
Elle reprend en 1946 et dès lors la littérature provençale et les articles de "doctrine mistralienne" y dominent; en raison de l'apparition d'écrivains provençaux de valeur que Marsyas révèle en présentant leurs premières œuvres, en raison aussi de l'apparition de l'Institut d'études occitanes que Peyre combat avec vigueur.

### Le « mistralisme »
Dès le début de son action au sein du Félibrige, Peyre rejoint le camp des "mistraliens" qui prônent l'usage exclusif du provençal rhodanien comme langue littéraire, en réaction contre les "occitans" (membres de l'Escòla occitana, une école félibréenne qui, autour de Prosper Estieu et Antonin Perbosc, préconise le retour à la graphie classique) et les "dialectaux" (tous les félibres qui utilisent dans leur expression littéraire une autre variété de langue d'oc que le provençal rhodanien).
En 1948, il fait paraître, à ses frais, La Branche des Oiseaux, plaidoyer en faveur de la "langue mistralienne",
écrit en français pour toucher un public plus étendu, dans laquelle "le problème de la langue est posé sans
équivoque".
En 1954, il essaie en vain de provoquer une sécession de la Maintenance de Provence. Malgré ses ennuis de santé (il vécut pendant ses dernières années sous la menace d'un accident cardiaque qui pouvait l'emporter à tout moment, et qui, en effet, l'emporta le 13 décembre 1961), S.-A. Peyre continua de lutter sans répit, dans Marsyas et surtout par de nombreuses lettres, d'une part pour conserver une majorité conforme à ses idées au consistoire félibréen et, d'autre part, pour dénoncer la "propagande occitane".

### Hommage
Sur la commune de Mouriès, un moulin est nommé d'après le poète, 'Le Moulin Peyre'.

## Œuvres
- Choix de poèmes, Aigues-Vives, Marsyas, 1929.
- Saint Jean d'Été, Aigues-Vives, Marsyas, 1938
- Le Grand-père que j'ai en songe, Genève et Londres, Cercle littéraire, 1946.
- Hercule, Aigues-Vives, Marsyas, 1948.
- La branche des oiseaux, Aigues-Vives, Marsyas, 1948.
- Folco de Baroncelli, poète provençal, Marsyas, 1955.
- Escriveto e la roso, Aigues-Vives, Marsyas, 1962.
- Essai sur Frédéric Mistral, Paris, Seghers, 1963 (2e édition en 1965)
- Mythes, Aigues-Vives, Marsyas, 1964.
- La cabro d’or, Aigues-Vives, Marsyas, 1966.
- Li cansoun de Jaume e Bèumouno Vivarés, Grans, Max-Philippe Delavouët, 1968.
- Avau dins la coumbo, Toulon, L’Astrado, 1969. L’Astrado, 25, 1990.
- Choix de poèmes provençaux, Berre-l’Etang, L’Astrado, 1990.
- Lou Libre d'Escriveto suivi de Escriveto e la Roso, édition établie par Yves Gourgaud, 352 pages,A l'asard Bautezar !, 2025, 9791094199244.